# Tübinger Burschenschaft Derendingia

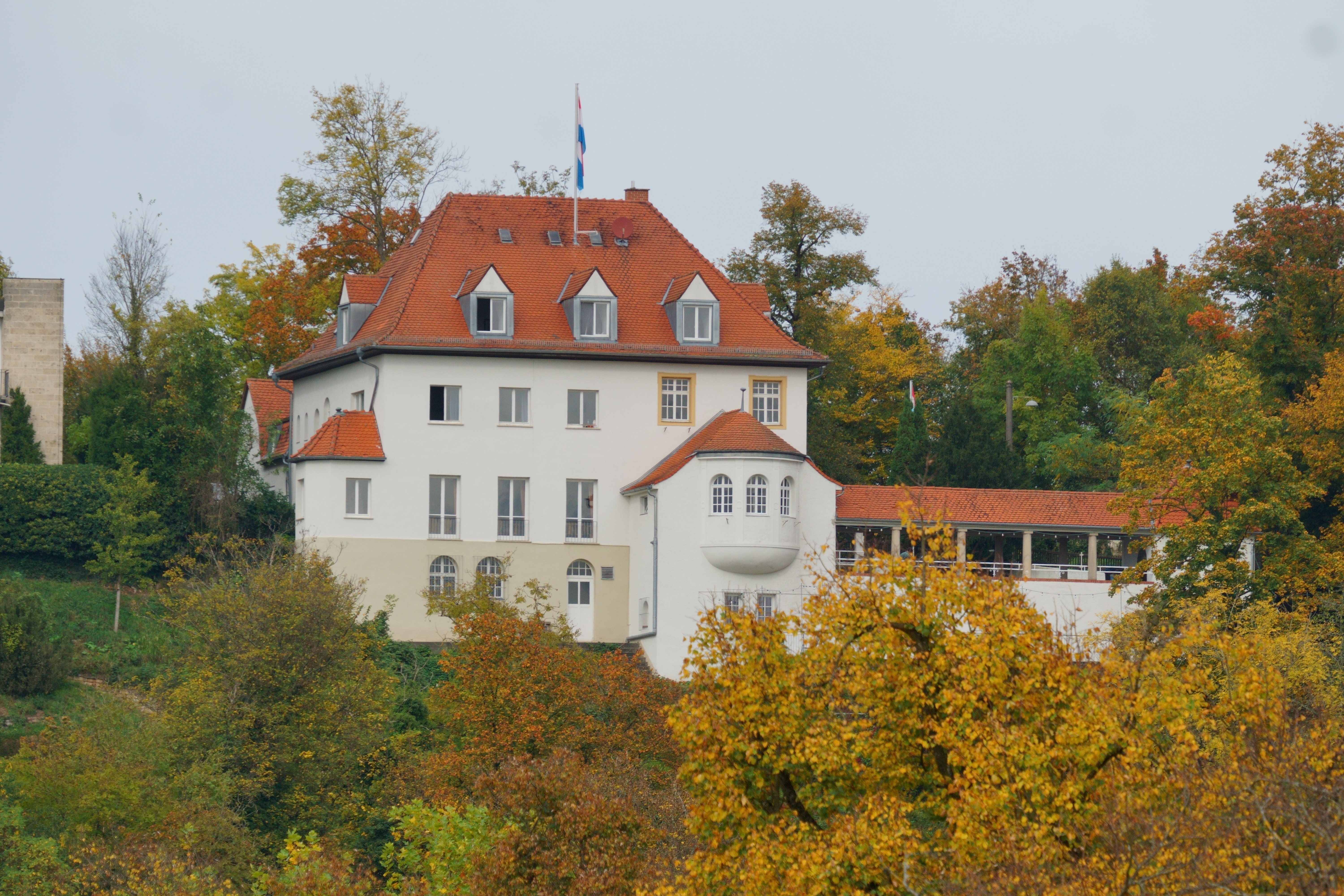
Korporationshaus 2024

Die Tübinger Burschenschaft Derendingia ist eine farbentragende, nichtschlagende Studentenverbindung. Sie wurde am 21. April 1877 gegründet und vereint Studenten und ehemalige Studenten der Eberhard Karls Universität Tübingen. Ihre Mitglieder nennen sich „Derendinger“ nach dem Tübinger Stadtteil Derendingen.

## Farben, Wahlspruch
Die Farben der Derendingia sind die Farben des Landes Schleswig-Holstein in umgekehrter Reihenfolge: Rot-Weiß-Blau. Die Füxe tragen ein Fuxenband in den Farben Blau-Weiß-Blau. Der Wahlspruch lautet „Einer für Alle – Alle für Einen“ und drückt das grundlegende Element dieser Gemeinschaft aus, deren Mitglieder sich lebenslang freundschaftlich verbunden fühlen. Als Burschenschaft führt Derendingia auch den Wahlspruch „Ehre, Freiheit, Vaterland“. Der Gründungswahlspruch lautete „Einig und Stark“.

## Geschichte

### Gründungszeit – Verbindung Derendingia

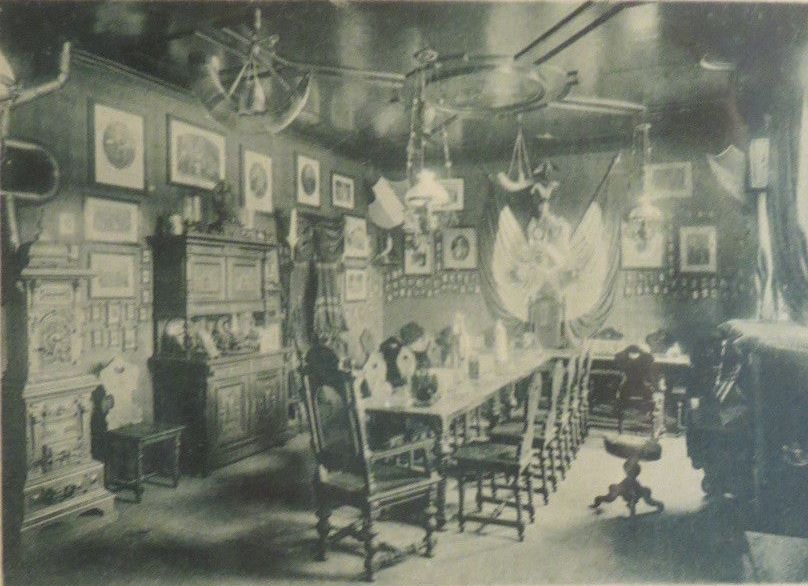
Derendinger Kneipe um 1891

Am 21. April 1877 wurde Derendingia in der Gaststätte Lamm in der damals noch selbstständigen Gemeinde Derendingen bei Tübingen von zwölf norddeutschen Studenten gegründet. Anlass war der bevorstehende Festumzug zur 400-Jahr-Feier der Eberhard Karls Universität, an dem nur studentische Korporationen teilnehmen durften. Bald darauf wurde ein Zirkel als Erkennungszeichen festgelegt und die Farben des Landes Schleswig-Holstein (blau-weiß-rot) als Bundesfarben bestimmt, da von dort die meisten der Gründungsmitglieder stammten. Zunächst wurden die Farben jedoch nur geführt und nicht als Band getragen. Die junge Verbindung festigte sich in ihren Strukturen und begründete zunehmend auch Verhältnisse mit anderen Verbindungen. So war Derendingia 1881 Gründungsmitglied des Gothaer Ersten-Conventes, eines Zusammenschlusses von pflichtschlagenden, nicht-farbentragenden Verbindungen, aus dem sie 1884 jedoch austrat. Zwischen 1881 und 1897 bestand ein Kartell mit Frisia Göttingen.

### Derendingia wird Burschenschaft

Die Derendingia als Mitglied der Deutschen Burschenschaft (1915)

1896 wurde Derendingia farbentragend, d. h. ihre Mitglieder tragen seitdem ein rot-weiß-blaues Band und eine schwarze Mütze (die Farben mussten in der Reihenfolge geändert werden, da das Corps Rhenania Tübingen schon ein blau-weiß-rotes Band trug). Auch die Mensur wurde fester Bestandteil des Verbindungslebens. 1897 trat Derendingia in den Verband Deutsche Burschenschaft ein und führt seither den Namen Burschenschaft. 1905 hatte Derendingia den Vorsitz in der Deutschen Burschenschaft. Innerhalb der Deutschen Burschenschaft gehörte sie seit 1919 dem liberalen Grün-Weiß-Roten Kartell an (mit Hannovera Göttingen, Germania Jena und Frankonia Heidelberg, seit 1933 auch Germania Marburg). Das Verhältnis zur zwischenzeitlich ebenfalls aus der Deutschen Burschenschaft ausgetretenen Burschenschaft Frankonia Heidelberg besteht bis heute fort. Im Ersten Weltkrieg fielen 61 Derendinger.
Die 1920er brachten große Veränderungen für den Bund. Während die Derendingia seit ihrer Gründung fast ausschließlich nur norddeutsche Studenten aufnahm, wurde der Bund auch für Süddeutsche geöffnet. Die Mitgliederzahl stieg weiterhin an. Zwischen dem Wintersemester 1919/1920 und dem Wintersemester 1929/1930 wurden über 200 Bundesbrüder aufgenommen. Damit gehörte die Derendingia auch innerhalb des Dachverbandes zu den mitgliederstärksten Burschenschaften.

### Der Zweite Weltkrieg und die Folgen

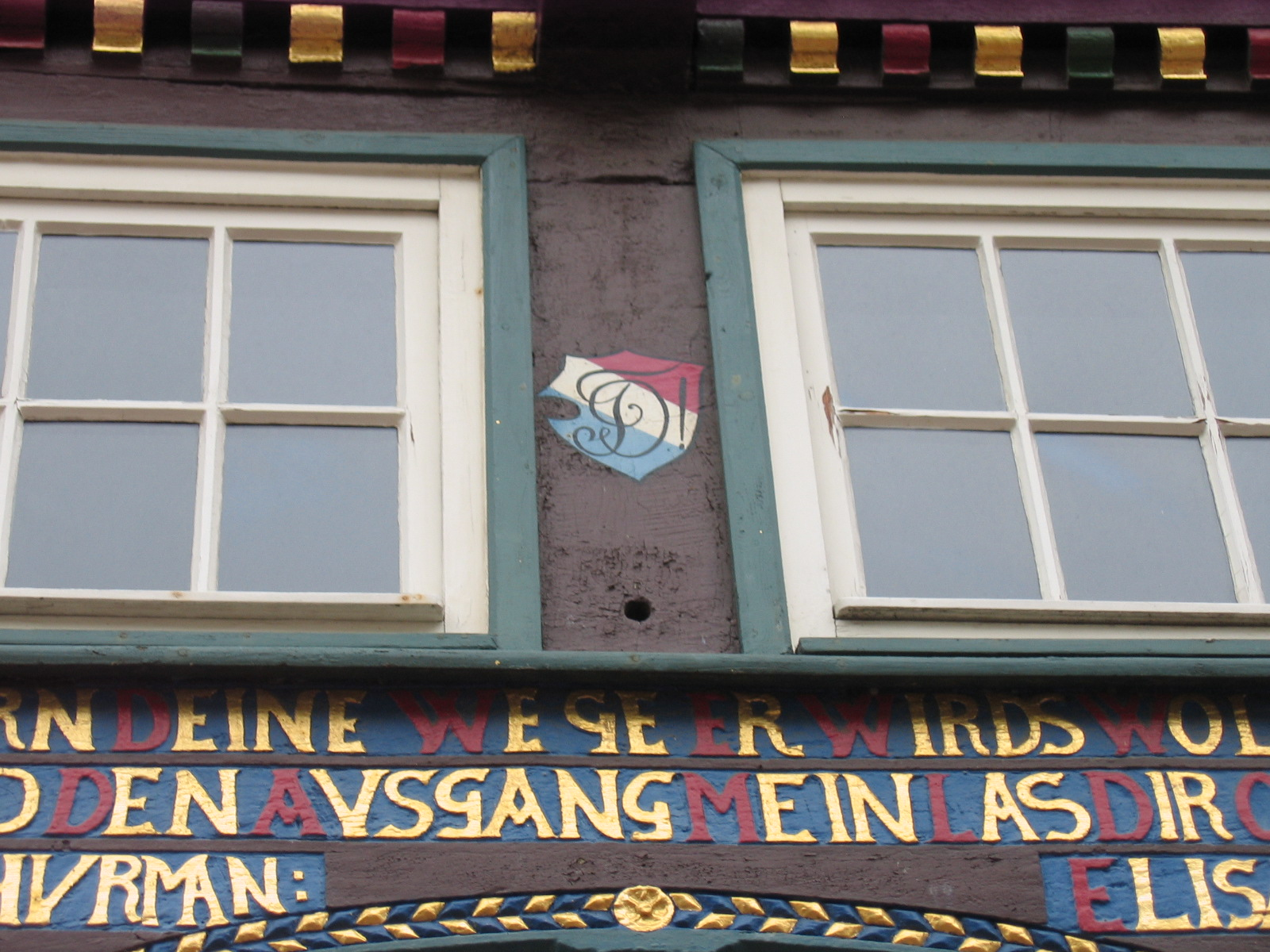
Wappen der Burschenschaft Derendingia am Haus Malz in Vlotho

In der NS-Zeit, als die Studentenverbindungen sukzessive verboten wurden, wahrte die Derendingia ihre Kontinuität als Kameradschaft Hohentübingen (mit dem VDSt) und danach bis 1949 zunächst als Freundeskreis Schlossbund. Das 60. Stiftungsfest 1937 wurde noch in Couleur gefeiert. Bis 1941 fanden die Pauktage auf dem Derendingerhaus statt. Erst 1944 musste der Fechtbetrieb endgültig eingestellt werden. Im Zweiten Weltkrieg fielen 76 Derendinger.
Nach Ende des Zweiten Weltkrieges wurde auf dem Derendingerhaus die „Vereinigung Tübinger Korporationsstudenten“ gegründet. Sie hatte u. a. die Aufgabe, die Tübinger Verbindungen wieder ins Leben zu rufen. Nachdem 1950 studentische Verbindungen offiziell wieder an den Universitäten zugelassen worden waren, fand Derendingia zu ihrem alten Bundesleben zurück. Auch der Fechtbetrieb wurde wiederaufgenommen, blieb allerdings Gegenstand der Diskussion. Die Leiden des Krieges und die Fronterfahrungen ließen viele Mitglieder an der Zeitgemäßheit des studentischen Fechtens zweifeln.

### Derendingia als nicht-schlagende, dachverbandsfreie Burschenschaft
1969 wurde das Mensurfechten durch eine interne Abstimmung abgeschafft und zunächst Judo als Pflichtsport eingeführt. Aufgrund dieser Entscheidung wurde die Derendingia von der Deutschen Burschenschaft suspendiert. Als auf dem Burschentag in Landau 1971 ein Satzungsentwurf angenommen wurde, der den Mitgliedern zukünftig die Bestimmungsmensur freistellte und damit die Wiederaufnahme der bis dahin aus diesem Grund ausgeschlossenen Burschenschaften ermöglichte, wurde die Derendingia 1972 wieder in den Verband aufgenommen.
Nachdem der Verband schließlich Kenntnis erlangt hatte, dass ein Kriegsdienstverweigerer aktives Mitglied geworden war, wurde die Aktivitas 1981 aus der Deutschen Burschenschaft ausgeschlossen. Damit schied sie auch aus dem Grün-Weiß-Roten Kartell aus, dem sie seit 1919 angehört hatte. Mit der Übernahme jenes Mitglieds in die Altherrenschaft wurde 1982/83 auch die Altherrenschaft der Derendingia aus dem Verband ausgeschlossen. Von diesem hat sie sich später ausdrücklich distanziert, insbesondere im Zusammenhang mit der Aufnahme ausländischer Studenten.
Als verbandsfreier Bund, dem auch nichtdeutsche Mitglieder angehören, geht Derendingia damit einen eigenen Weg als akademische Korporation und liberale Burschenschaft. Seit 2008 wird als Sport das olympische Säbelfechten betrieben.

## Das Derendingerhaus

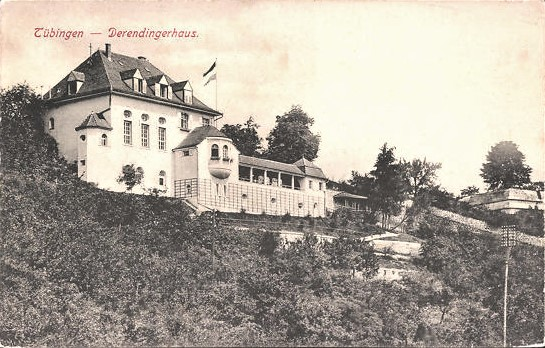
Das Derendingerhaus um 1910

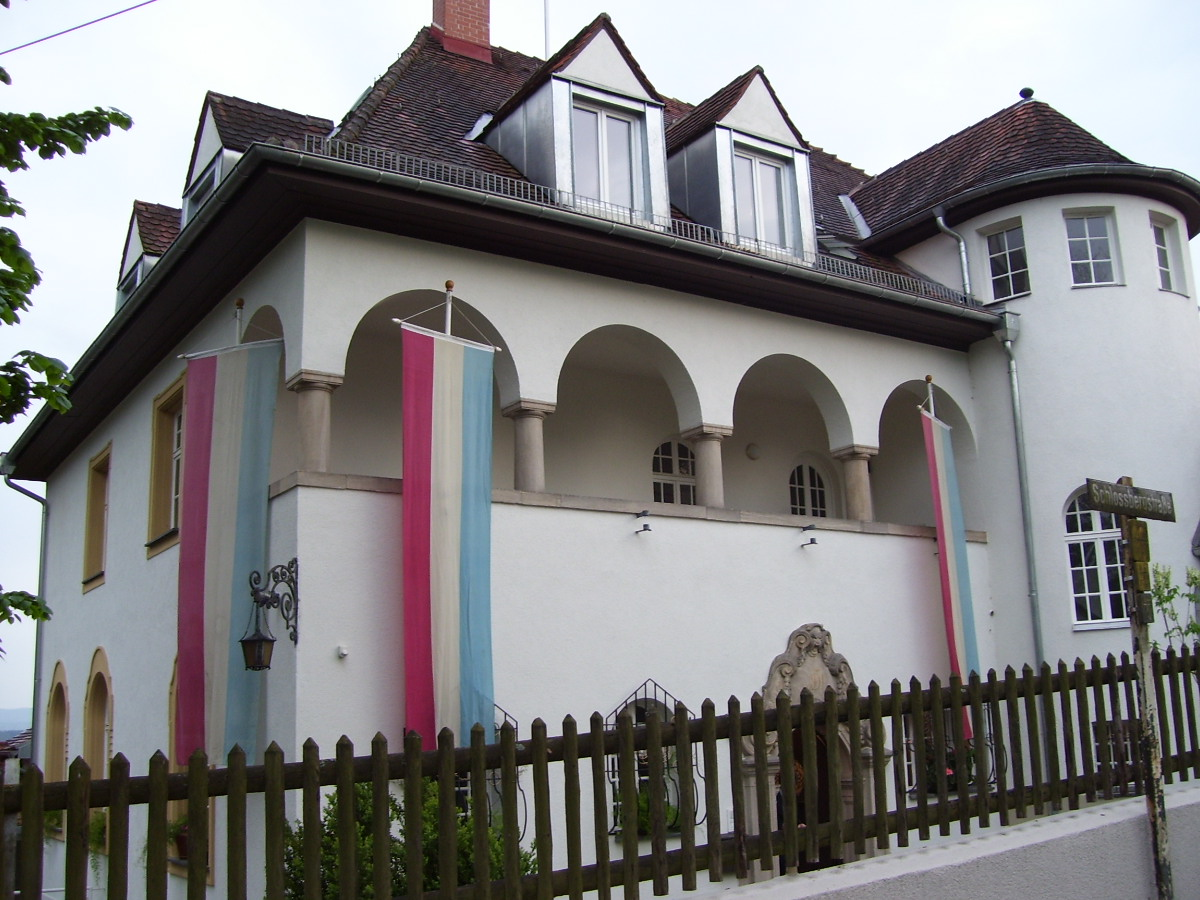
Das Derendingerhaus im Mai 2010

Auf dem Schlossberg – direkt hinter dem Schloss Hohentübingen – liegt das Derendingerhaus, das 1905 als damals sehr modernes Verbindungshaus im Landhausstil errichtet wurde. Der Bau des Hauses begann im Jahr 1904, nachdem man sich mit der Akademischen Verbindung Igel über das Grundstück geeinigt hatte. Nach 9 Monaten wurde das Derendingerhaus am 9. August 1905 fertiggestellt. Als Architekt und Bauleiter fungierte Clemens Hummel, Mitglied der Burschenschaft Alemannia Stuttgart.
Das Haus ist auch heute noch das Zentrum des Bundes. Als Studentenwohnheim bietet es Unterkunft für Mitglieder, Freunde und Gäste. Neben diesen Wohnmöglichkeiten ist das Haus aber auch Austragungsort fast aller Veranstaltungen (dazu zählen Kneipen, Weihnachtsball, Kammerkonzert, Tanz in den Mai, Stiftungsfest usw.) und Anlaufpunkt für Alte Herren. Das Haus umfasst alles in allem knapp 850 m2.
Zum einhundertsten Jahrestag des Hauses wurde im Jahre 2005 eine Festschrift veröffentlicht, die nicht nur die Entwicklung der Derendingia dokumentiert, sondern auch die übrigen Tübinger Verbindungshäuser vorstellt.

## Ziele
Zu den Zielen der Derendingia gehört nach eigenen Angaben, die Bereitschaft zu vermitteln, für den anderen und die Gemeinschaft einzutreten und Verantwortung in Staat und Gesellschaft zu übernehmen. Von den Mitgliedern wird verlangt, dass sie sich im Studium einsetzen und einen erfolgreichen Abschluss erwerben.

## Bekannte Mitglieder
- Hans Jürgen Abraham (1909–1978), Jurist und Professor in Hamburg
- Erich Adickes (1866–1928), Philosoph, Philologe und Professor in Münster
- Friedrich Basil (1862–1938), Schauspieler, Regisseur und Schauspiellehrer
- Reinhold Baumann (1924–2016), Jurist und Bundesbeauftragter für den Datenschutz
- Gustav Bergmann (1890–1973), Jurist und Politiker
- Walter Birk (1880–1954), Mediziner und Professor in Tübingen
- Johannes Block (1881–1945), Jurist und Kammergerichtspräsident
- Jürgen Bolland (1922–1974), Archivar und Historiker
- Friedrich Bosse (1864–1931), Theologe und Bibliothekar
- Paul Brockhaus (1879–1965), Reformpädagoge
- Alfred Burgsmüller  (1914–1996), Theologe und Oberkirchenrat
- Werner Cyprian (1907–1973), Jurist und Landrat das Landkreises Erstein
- Karl-Wilhelm Dahm (* 1931), Theologe und Soziologe
- Hansmartin Decker-Hauff (1917–1992), Historiker und Professor in Tübingen
- Karl Ernst Demandt (1909–1990), Historiker und Archivar
- Ernst Diestel (1859–1936), Theologe und Dichter des Liedes Alma mater tubingensis
- Martin Dietrich (1929–2012), Jurist und Oberbürgermeister von Backnang
- Hans-Jürgen Dörner  (* 1944), Jurist und Vizepräsident des Bundesarbeitsgerichts
- Erich Drescher (1884–1975), Jurist und Generalstaatsanwalt
- Friedrich Wilhelm Ebel (1944–2005), Jurist und Professor in Berlin
- Curt Engels (1884–1964), Mitglied der Hamburgischen Bürgerschaft
- Günther Erdmann (1907–1980), Jurist und Diplomat, Generalkonsul in Casablanca
- Hans Erich Feine (1890–1965), Jurist und Professor in Tübingen
- Gerfried Fischer (* 1940), Rechtswissenschaftler und Hochschullehrer
- Wilhelm Fließbach (1901–1971), Jurist und Bundesrichter
- Reinhard von Frank (1860–1934), Straf- und Völkerrechtler, Professor in Tübingen
- Wilhelm Freudenberg (1881–1960), Paläontologe und Professor in Göttingen
- Kurt Gebhardt (1923–2015), Jurist und Politiker (FDP)
- Jürgen Gehl (1930–2012), Jurist und Diplomat, Deutscher Botschafter in Liberia
- Karl Genzken (1885–1957), Mediziner, Chef des Sanitätsamtes der Waffen-SS, Angeklagter im Nürnberger Ärzteprozess
- Wolfgang Gitter (1930–2018), Jurist und Professor in Bayreuth
- Jasper-Wilhelm Gottschalk (1909–2009), Jurist und Oberkreisdirektor des Landkreises Osterholz
- Walter Hammersen (1911–1990), Jurist und Politiker (FDP), Mitglied des Bundestages
- Gert Hartmann (1935–2016), Theologe und Autor
- Oskar Hepp (1910–1967), Orthopäde und Professor in Münster
- Wilhelm Hopf (1876–1962), Bibliothekar
- Ernst Jessen (1859–1933), Zahnarzt und Begründer der Schulzahnpflege
- Friedrich Jessen (1865–1935), Mediziner, Vorbild für den Hofrat Behrens in Der Zauberberg von Thomas Mann
- Fritz Jessen (1886–1951), Industrieller, Bankier und Finanzdirektor der Siemens AG
- Christian Jülich (* 1938), Jurist und Autor
- Eduard Kötter (1863–1924), Verwaltungsjurist und  Landrat des Kreises Ruhrort
- Ernst von Koken (1860–1912), Paläontologe und Rektor der Universität Tübingen
- Heinrich Koppelmann (1894–1972), Linguist
- Hans-Georg Koppensteiner (1936–2025), Rechtswissenschaftler und Hochschullehrer
- Heinz Klingenberg (1905–1959), Schauspieler
- Andreas Koch (1871–1952), Mitglied der Hamburgischen Bürgerschaft und des Hamburger Bürgerausschusses, Rat am Hanseatischen Oberlandesgericht
- Hans Koopmann (1885–1959), Mediziner und Professor in Hamburg
- Helmut Kramer (1910–2011), Theologe und Autor
- Harald Laeuen (1902–1980), Journalist und Autor
- Bernhard Lösener (1890–1952), Jurist
- Georg Lüdeling (1863–1960), Meteorologe
- Franz Georg Maier (1926–2014), Althistoriker
- Karl Emil Markel (1860–1932), Chemiker, Unternehmer und Mäzen, Gründer der Markelstiftung
- Ulrich Malz (1925–2018), Mediziner und Heimatforscher
- William Martensen (1858–1950), Pastor und Heimatforscher
- Otto Heinrich May (1887–1977), Historiker und Bibliothekar
- Carl Mau (1890–1958), Orthopäde und Professor in Hamburg
- Hans Mau (1921–2012), Orthopäde und Professor in Tübingen
- Kurt Metger (1880–1953), Journalist
- Wolfgang Meyer (1867–1957), Lehrer und Sportfunktionär
- Wolf Meyer-Christian (1902–1983), Jurist, Leiter der NS-Reichspresseschule
- Hans Moeller (1940–2004), Mediziner und Professor in Tübingen
- Dietrich Mülder (1861–1947), Altphilologe und Homer-Forscher, Träger der Goethe-Medaille für Kunst und Wissenschaft
- Dietrich Mülder (1906–2000), Forstwissenschaftler und Professor in Berkeley und Göttingen
- Friedrich von Nettelbladt (1859–1894), Verwaltungsjurist und Afrika-Reisender
- Richard Oertel (1860–1932), Theologe und Politiker, Mitglied der Weimarer Nationalversammlung und des Reichstags
- Peter Payer (1927–2009), Jurist und Geschäftsführer der Robert-Bosch-Stiftung
- Otto Plate (1863–1930), Bibliothekar und Begründer der Freihandaufstellung in Deutschland
- Karl Praechter (1858–1933), klassischer Philologe
- Ulrich Raydt (1886–1967), Chemiker
- Helmut Remé (1909–1980), Mediziner und Professor in Lübeck
- Waldemar Reuter (1873–1950), Arzt
- Wilhelm Roloff (1900–1979), Manager und Widerstandskämpfer
- Gustav Rosenhagen (1866–1941), Germanist
- Dietrich Rusche (1936–2024), Jurist und Politiker (CDU), Mitglied der Hamburgischen Bürgerschaft
- Johannes Sander (* 1936), Mediziner
- Alexander Scharff (1904–1985), Historiker
- Fritz-Günter Schauwienold (* 1934), Wirtschaftsjurist und Sportfunktionär
- Willibald Scholz (1889–1971), Psychiater und Neuropathologe
- Karl Heinz Schröder (1914–2006), Geograph, Professor in Tübingen und Tübinger Schlossvogt
- Dieter Sellmann (1941–2003), Chemiker und Professor in Erlangen
- Wolf-Dieter Sick (1925–2013), Geograph und Professor in Freiburg
- Alexander von Süßkind-Schwendi (1903–1973), Ministerialbeamter
- Rudolf Stapenhorst (1864–1944), Oberbürgermeister von Bielefeld, Mitglied des Preußischen Herrenhauses
- Klaus Stelzer (1930–2013), Physiker und Professor in Frankfurt a. M.
- Werner Stephan (1895–1984), FDP-Bundesgeschäftsführer
- Max Staercke (1880–1959), Zeitungsverleger und Politiker (FDP)
- Paul Sudeck (1866–1945), Mediziner und Professor in Hamburg
- Ernst Tenge (1861–1943), Richter und Gerichtspräsident
- Hans Thierfelder (1858–1930), Biochemiker und Professor in Tübingen
- Hermann Thierfelder (1900–1962), Jurist und Landrat der Landkreise Ludwigsburg und Besigheim, Hochschullehrer an der Verwaltungshochschule Speyer
- Rudolf Thierfelder (1905–1997), Jurist und Diplomat, Deutscher Botschafter in der Türkei
- Ivar Karl Ugi (1930–2005), Chemiker und Professor in München
- Otto Voss (1902–1968), Neurochirurg und Professor in Rostock
- Kurt Wackermann (1883–1951), Jurist und Generalstaatsanwalt
- Gottfried Wentz (1894–1945), Archivar und Historiker
- Fritz von Westerman (1921–2007), Generalmajor der Bundeswehr
- Kurt von Windheim (1921–1983), Mediziner und Professor in Hamburg
- Max Witte (1909–1955), Pastor
- Gottfried Zedler (1860–1945), Bibliothekar und Historiker
- Bernhard Zeller (1919–2008), Archivar und Historiker
- Wilhelm Zutt (1890–1961), Jurist und Politiker

Mitgliederverzeichnis:
- Willy Nolte (Hrsg.): Burschenschafter-Stammrolle. Verzeichnis der Mitglieder der Deutschen Burschenschaft nach dem Stande vom Sommer-Semester 1934. Berlin 1934. S. 1094–1095.